# Aveizieux
Aveizieux est une commune française située dans le département de la Loire en région Auvergne-Rhône-Alpes.

## Géographie
Aveizieux fait partie du Forez. La commune est située à 20 km de Saint-Étienne.
La superficie de la commune est de 9,02 km2 ; son altitude varie de 480  à   696 mètres.

### Climat
Pour des articles plus généraux, voir Climat d'Auvergne-Rhône-Alpes et Climat de la Loire.
En 2010, le climat de la commune est de type climat des marges montargnardes, selon une étude du Centre national de la recherche scientifique s'appuyant sur une série de données couvrant la période 1971-2000. En 2020, Météo-France publie une typologie des climats de la France métropolitaine dans laquelle la commune est exposée à un climat de montagne ou de marges de montagne et est dans la région climatique Nord-est du Massif Central, caractérisée par une pluviométrie annuelle de 800 à 1 200 mm, bien répartie dans l’année.
Pour la période 1971-2000, la température annuelle moyenne est de 10 °C, avec une amplitude thermique annuelle de 16,6 °C. Le cumul annuel moyen de précipitations est de 809 mm, avec 8,8 jours de précipitations en janvier et 6,7 jours en juillet. Pour la période 1991-2020, la température moyenne annuelle observée sur la station météorologique de Météo-France la plus proche, « Grammond_sapc », sur la commune de Grammond à 5 km à vol d'oiseau, est de 10,2 °C et le cumul annuel moyen de précipitations est de 832,1 mm,. Pour l'avenir, les paramètres climatiques de la commune estimés pour 2050 selon différents scénarios d'émission de gaz à effet de serre sont consultables sur un site dédié publié par Météo-France en novembre 2022.

## Urbanisme

### Typologie
Au 1er janvier 2024, Aveizieux est catégorisée commune rurale à habitat dispersé, selon la nouvelle grille communale de densité à sept niveaux définie par l'Insee en 2022.
Elle est située hors unité urbaine. Par ailleurs la commune fait partie de l'aire d'attraction de Saint-Étienne, dont elle est une commune de la couronne,. Cette aire, qui regroupe 105 communes, est catégorisée dans les aires de 200 000 à moins de 700 000 habitants,.

### Occupation des sols
L'occupation des sols de la commune, telle qu'elle ressort de la base de données européenne d’occupation biophysique des sols Corine Land Cover (CLC), est marquée par l'importance des territoires agricoles (79,6 % en 2018), une proportion identique à celle de 1990 (79,6 %). La répartition détaillée en 2018 est la suivante : 
prairies (52 %), zones agricoles hétérogènes (24,8 %), forêts (11,3 %), zones urbanisées (9,1 %), terres arables (2,8 %). L'évolution de l’occupation des sols de la commune et de ses infrastructures peut être observée sur les différentes représentations cartographiques du territoire : la carte de Cassini (XVIIIe siècle), la carte d'état-major (1820-1866) et les cartes ou photos aériennes de l'IGN pour la période actuelle (1950 à aujourd'hui).

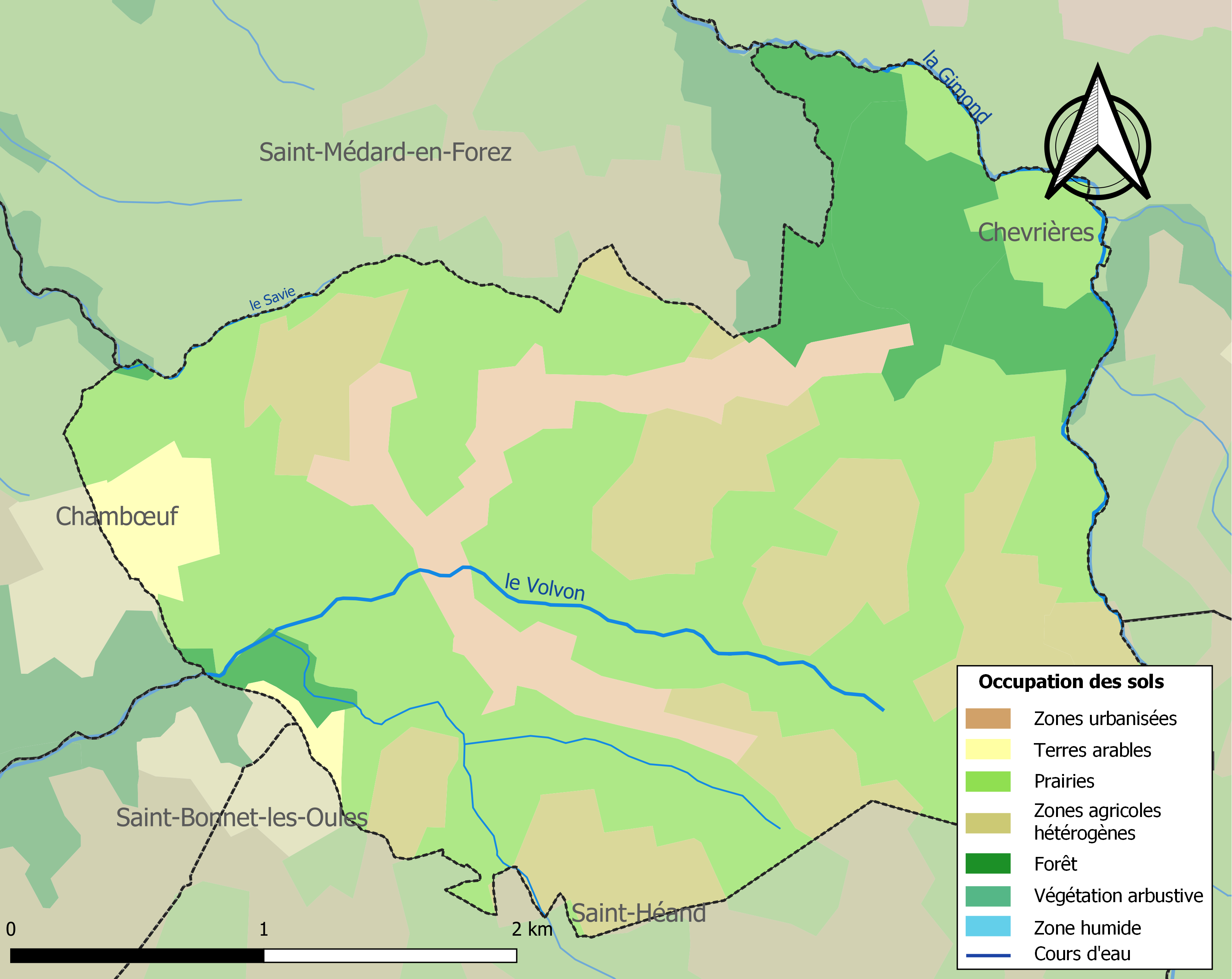
Carte des infrastructures et de l'occupation des sols de la commune en 2018 (CLC).

## Blasonnement
|  | Les armoiries de Aveizieux se blasonnent ainsi : D’azur à l’épi de blé d’or à dextre, tigé et ployé en bande, à la navette de passementier du même, posée en barre, garnie d’une bobine de gueules et brochant sur la tige de l’épi (anciennes armoiries). La commune dispose d'un nouveau blason depuis décembre 2012[réf. nécessaire]. |

## Politique et administration
Le maire sortant a été réélu aux élections municipales de 2014, unique représentant ; le taux de participation est de 60,92 %.
| Période                                  | Période                   | Identité                                           | Étiquette | Qualité                  |
| ---------------------------------------- | ------------------------- | -------------------------------------------------- | --------- | ------------------------ |
| 1964                                     | mars 2001                 | Claude Jourdy                                      |           |                          |
| mars 2001                                | mars 2008                 | Aline Sarazin                                      |           |                          |
| mars 2008                                | En cours (au 27 mai 2020) | Sylvain Dardouiller Réélu pour le mandat 2020-2026 | DVD       | Conseiller départemental |
| Les données manquantes sont à compléter. |                           |                                                    |           |                          |

## Démographie
Les habitants sont nommés les Aveizieudaires.
L'évolution du nombre d'habitants est connue à travers les recensements de la population effectués dans la commune depuis 1793. Pour les communes de moins de 10 000 habitants, une enquête de recensement portant sur toute la population est réalisée tous les cinq ans, les populations de référence des années intermédiaires étant quant à elles estimées par interpolation ou extrapolation. Pour la commune, le premier recensement exhaustif entrant dans le cadre du nouveau dispositif a été réalisé en 2007.

En 2022, la commune comptait 1 693 habitants, en évolution de +4,51 % par rapport à 2016 (Loire : +1,32 %, France hors Mayotte : +2,11 %).
| 1793 | 1800 | 1806 | 1821 | 1831 | 1836 | 1841 | 1846 | 1851 |
| ---- | ---- | ---- | ---- | ---- | ---- | ---- | ---- | ---- |
| 500  | 577  | 610  | 769  | 718  | 743  | 706  | 782  | 898  |

| 1856 | 1861  | 1866  | 1872 | 1876 | 1881 | 1886 | 1891  | 1896  |
| ---- | ----- | ----- | ---- | ---- | ---- | ---- | ----- | ----- |
| 912  | 1 060 | 1 009 | 909  | 915  | 954  | 999  | 1 001 | 1 049 |

| 1901  | 1906  | 1911  | 1921 | 1926 | 1931 | 1936 | 1946 | 1954 |
| ----- | ----- | ----- | ---- | ---- | ---- | ---- | ---- | ---- |
| 1 102 | 1 170 | 1 029 | 951  | 891  | 929  | 857  | 825  | 761  |

| 1962 | 1968 | 1975 | 1982  | 1990  | 1999  | 2006  | 2007  | 2012  |
| ---- | ---- | ---- | ----- | ----- | ----- | ----- | ----- | ----- |
| 771  | 781  | 810  | 1 023 | 1 175 | 1 271 | 1 371 | 1 386 | 1 513 |

| 2017  | 2022  | - | - | - | - | - | - | - |
| ----- | ----- | - | - | - | - | - | - | - |
| 1 647 | 1 693 | - | - | - | - | - | - | - |

## Culture locale et patrimoine

### Lieux et monuments
- Église Saint-Léger, reconstruite entre 1865 et 1866.

### Espaces verts et fleurissement
En 2014, la commune obtient le niveau « une fleur » au concours des villes et villages fleuris.

## Personnalités liées à la commune
- Laurent Michard (1915-1984), 1er à l'agrégation de lettres classiques après de brillantes études à l'École normale supérieure, professeur en 1re supérieure au lycée Henri-IV de Paris, puis inspecteur général de l'instruction publique, il fut l'un des deux auteurs de la célèbre collection de manuels d'histoire de la littérature française « Le Lagarde et Michard ». Il avait sa maison familiale à Aveizieux et il est enterré dans le cimetière de la commune.
- Galmier de Lyon (début VIIe siècle - 660), le saint patron des serruriers serait né dans la commune. Il est mort à Lyon en 660 et certaines de ces reliques sont conservées à l'église de Saint-Galmier.